# 加拉蒂亞鎮區 (伊利諾伊州薩林縣)
加拉蒂亞鎮區（英語：Galatia Township）是位於美國伊利諾伊州薩林縣的一個行政鎮區。

## 地方資料
根據2010年美國人口普查的數據，加拉蒂亞鎮區的面積為48.50平方千米，當中陸地面積為48.20平方千米，而水域面積為0.30平方千米。當地共有人口1200人，而人口密度為每平方千米24.74人。